# Graphiurus
Graphiurus is een geslacht van zoogdieren uit de familie van de slaapmuizen (Gliridae). De wetenschappelijke naam van het geslacht werd in 1832 gepubliceerd door Johannes Smuts. De soorten uit dit geslacht komen exclusief voor in Afrika.

## Soorten
Er worden 15 soorten in dit geslacht geplaatst:
- Geslacht: Graphiurus (15 soorten)
  - Ondergeslacht: Aethoglis (1 soort)
    -  Graphiurus nagtglasii Jentink, 1888

  - Ondergeslacht: Claviglis (2 soorten)
    - Graphiurus crassicaudatus (Jentink, 1888)
    -  Graphiurus walterverheyeni Holden & Levine, 2009

  -  Ondergeslacht: Graphiurus (12 soorten)
    - Graphiurus angolensis de Winton, 1897
    - Graphiurus christyi Dollman, 1914
    - Graphiurus johnstoni Thomas, 1898
    - Graphiurus kelleni (Reuvens, 1890)
    - Graphiurus lorraineus Dollman, 1910
    - Graphiurus microtis (Noack, 1887)
    - Graphiurus monardi (Jentink, 1888)
    - Graphiurus murinus (Desmarest, 1822) - Penseelstaartslaapmuis
    - Graphiurus ocularis (A. Smith, 1829)
    - Graphiurus platyops Thomas, 1897
    - Graphiurus rupicola (Thomas & Hinton, 1925)
    -  Graphiurus surdus Dollman, 1912